# Савчук Олександр Володимирович
Олекса́ндр Володи́мирович Савчу́к (нар. 6 серпня 1954, м. Білопілля, Сумська область — пом. 11 листопада 2012) — український політик, промисловець та спортивний функціонер. Народний депутат України від Партії регіонів, доктор економічних наук.

## Біографія
Закінчив Ждановський металургійний інститут, факультет організації та технології зварочного виробництва (1976); захистив докторську дисертацію на тему «Організаційно-економічний механізм інноваційного розвитку великої компанії» (Інститут економіки промисловості НАН України).
З 1976 — на Маріупольському механічному заводі. 1978-1980 — на комсомольській роботі. 1982-1986 — на роботі в органах російських комуністів. З 1986 — заступник начальника цеху, начальник цеху, з 1990 — директор виробництва загального машинобудування, 1991 — директор держфірми «Азовзагальмаш», з 1997 — голова правління — генеральний директор ВАТ «Азовзагальмашу», м. Маріуполь. З 1999 — генеральний директор ВАТ «Азов». З 2000 — президент ВАТ «Азовмаш». У 2007 році Олександр Савчук заснував компанію «Маріупольська інвестиційна група» («МІГ») для консолідації усіх активів в рамках єдиної фінансово-промислової групи. Пізніше Олександр Савчук вирішив розділити управління основними (група «Азовмаш») та перспективними (група «МІГ») напрямками бізнесу. У 2010 році компанія «МИГ» була трансформована в керуючу компанію (КК «МИГ»). 
Заслужений машинобудівник України. Ордени «За заслуги» III (травень 1998), II (серпень 2001), I ст. (серпень 2004).

## Депутатська діяльність
Народний депутат України 5-го скликання з квітня 2006 до листопада 2007 від Партії регіонів, № 32 в списку. На час виборів: голова правління, генеральний директор ВАТ «Маріупольський завод важкого машинобудування», член ПР. Заступник голови Комітету з питань транспорту і зв'язку (з липня 2006), член фракції Партії регіонів (з травня 2006).
Народний депутат України 6-го скликання з листопада 2007 від Партії регіонів, № 32 в списку. На час виборів: народний депутат України, член ПР. Член фракції Партії регіонів (з листопада 2007), член Комітету з питань транспорту і зв'язку (з грудня 2007).

## Джерело
- «Хто є хто в Україні», видавництво «К.І.С.»